# 千葉日報
千葉日報（ちばにっぽう）は、千葉県の県域地方新聞。千葉日報社が編集・発行する新聞である。1956年社団法人として設立・創刊し、1958年に株式会社化した。

## 概要
- 日刊紙。通常22ページ（日・月曜と祝祭日翌日は20ページ）。朝刊のみ発行。
- 2025年1月1日現在、発行部数は115,766部。
- 千葉県内の話題は自社取材により提供し、全国紙に比して県内ニュースに紙面の多くを割いている。一方、県外のニュースは主に共同通信の配信記事を掲載している。
- 千葉ロッテマリーンズ、ジェフユナイテッド市原・千葉、柏レイソルを応援しているので他の一般紙より詳しい情報を得る事ができる。
- 読売新聞、毎日新聞などの全国紙と比較すると、新聞としてのシェアは小さいが、企業広報誌の制作受託などにも力を入れている。
- 宅配は千葉県内の読売新聞、朝日新聞、毎日新聞など、全国紙の販売店に委託して行っている。
- 千葉テレビ放送、ベイエフエムの主要株主である。
- かつては千葉テレビ放送の第2位株主（9.00%）だったが、現在は千葉県（16.84%）、中日新聞社（10.64%）に次ぐ第3位株主（5.05%）となっている、
- 最終面のテレビ番組欄ではチバテレ（千葉テレビ放送）の番組表を一番左端（いわゆる独立U局の扱いは、他紙においては一般的に最右端か第2テレビ面）にフルサイズ配置していたが、現在は最終面右端にハーフサイズで掲載している。ただし、tvk、TOKYO MX、テレ玉などの他都県の独立U局は掲載していない（FMについては一部他都県局を第2テレビ面に掲載）。
- 正式な発行部数（販売店の割り当て）を公表していないため、スーパーマーケットや通信販売などの一般のチラシは折り込まれない。
- 2015年5月から日本経済新聞社の千葉工場[注釈 1]での印刷に移行し、自社印刷から撤退した。[4]。
- 自由民主党千葉県議会議員会および自民党県議より広報業務を請け負っている。業務内容は千葉県議会自民党および各議員のホームページの更新、県議による議会リポートの制作・発行補助等である。広報業務の請負を開始した時期や金額などは非公表[5]。

## 歴史
1956年12月21日に県紙であった千葉新聞の廃刊が決定したことに伴い、県紙の復興を求める声が上がり地元政財界により同年12月に社団法人として設立され、初代社長には県議会議長松本清（マツモトキヨシ社長、後に松戸市長）が就任し、1957年1月1日に創刊された。翌1958年5月8日には社団法人千葉日報社から株式会社千葉日報社に移行させ（法律上は旧会社の解散と新会社の設立）、新しく参議院議員川口為之助（初代の民選知事）が社長に就任。後に民間人が社長を歴任しており、現在は企業として県との関連はない。
- 1956年 - 社団法人 千葉日報社設立
- 1957年 -「千葉日報」創刊
- 1958年 - 株式会社 千葉日報社に改組
- 1987年 - 高速カラーオフセット輪転機を導入
- 1990年 - 電子編集システムを導入
- 1995年 - 輪転機ハーフデッキ増設（4ページ）
- 1996年 - 共同通信社の総合画像システム導入
- 1999年 - 第2次オンラインシステム完成
- 2005年 - 第3次オンラインシステム導入
- 2006年 - ホームページを「ちばとぴ」としてリニューアル
- 2007年 - 千葉日報創刊50周年
- 2014年 - 日本経済新聞社との包括的印刷協力で基本合意。
- 2015年 - 日本経済新聞社（日経首都圏印刷千葉工場）への委託印刷を開始、自社工場を閉鎖[4]

## 紙面構成
- 1面
  - 県政関連の話題が多い。下部には知事・県幹部の動静や、コラム「忙人寸語」、天気予報が掲載されている。
- 経済面
  - 原則2ページあり、「ちば経済」面は県内の経済ニュースが大きく扱われる。
- 運動面
  - 「ちば日報スポーツ」面が2〜3ページ。千葉ロッテマリーンズなど地元プロ野球球団、地元プロサッカークラブの情報が詳しい。夏の高校野球県予選にも力を入れている。
- 地域面
  - 「千葉」「県西」「県東」「県南」の4ページがある。各地域の細かなニュース・話題が掲載されている。「千葉」面はカラー写真が載るが、「県西」「県東」「県南」面は白黒である。
- 釣り情報面
  - 毎週金曜掲載。釣りファンが愛読しており、金曜の1面の端には「釣り情報掲載」と青字で告知される。
- 社会面
  - 原則3ページあり、県内の事件・事故のニュースが詳報される。著名人だけでなく、一般人の訃報記事も載る。

## テレビ・ラジオ面

### 最終面（メイン）
フルサイズ
- NHKテレビ
- NHK教育
- 日本テレビ
- テレビ朝日
- TBSテレビ
- テレ東
- フジテレビ

ハーフサイズ
- チバテレ
- NHK BS
- NHK BSプレミアム4K

### 中面（第2テレビ・ラジオ）
BSデジタル
- BS日テレ
- BS朝日
- BS-TBS
- BSテレ東
- BSフジ
- WOWOWプライム
- WOWOWライブ
- WOWOWシネマ
- スターチャンネル (スターチャンネル1のみ掲載)
- BS11 イレブン
- BS12 トゥエルビ
- 放送大学BSキャンパスon

ラジオ
- NHK第1
- NHK第2
- TBSラジオ
- 文化放送
- ニッポン放送
- ラジオ日本
- NHK 千葉FM
- BAYFM
- FMヨコハマ
- TOKYO FM
- ラジオNIKKEI
- 放送大学BSラジオ

かつては「千葉オフトーク」(オフトーク通信) の番組表を地域面に載せていたことがあった。

## 支社・支局
- 東京支社
- 市川支局（市川市、浦安市、鎌ケ谷市）
- 柏支局（柏市、我孫子市、野田市）
- 松戸支局（松戸市、流山市）
- 船橋支局（船橋市、白井市、習志野市、八千代市）
- 佐倉支局（佐倉市、印西市、四街道市、八街市、酒々井町）
- 成田支局（成田市、富里市、栄町、印西市）
- 銚子・海匝支局（銚子市、匝瑳市、旭市）
- 東金支局（東金市、山武市、大網白里市、九十九里町、横芝光町）
- 香取支局（香取市、神崎町、東庄町、多古町）
- 茂原支局（茂原市、一宮市、睦沢町、白子町、長南町、長柄町、長生村）
- 館山・鴨川支局（館山市、鴨川市、南房総市、鋸南町）
- かずさ支局（木更津市、君津市、袖ケ浦市、富津市）
- 勝浦支局（勝浦市、いすみ市、大多喜町、御宿町）
- 市原支局（市原市）

※大阪には支社を置いていない。

## 不祥事
2006年1月21日に千葉県教育会館で開催された「裁判員制度全国フォーラムin千葉」（最高裁判所、千葉地方裁判所、千葉日報社など共催）において、入場者に交通費の趣旨として一人当たり3,000円の謝礼を支払い、いわゆるサクラを38人動員していたことが発覚。社は2007年1月30日に記者会見を開き「当日は悪天候が予想され、大量キャンセルの不安があった」等と釈明した上で謝罪している。
2011年11月16日、千葉市中央区で起きたバスジャック事件の現場取材をしていた記者が腕章を千葉県警察の捜査員に貸していたという事案が判明した。実行犯が「マスコミを呼べ」と要求していたことから、捜査員が記者に貸与を依頼。腕章を借りた捜査員はそれを身に付けて記者になりすまし、実行犯の説得に臨んだ。なお、当該記者は社から厳重注意を受けた。
2019年6月13日、印刷委託先である日経首都圏印刷千葉工場の輪転印刷機でシステム障害が発生。同日付朝刊のスポーツ面や株式面など計4ページが欠落したまま、購読者に配布される事態となり、千葉日報社は欠落記事をウェブサイト上で無料公開したり、一部記事を翌日付朝刊に掲載するなどの措置をとった。

## 備考
- 千葉テレビ放送（チバテレビ）で、1976年から2003年7月まで千葉日報ニュースを毎日夕方18:00-18:05に提供した。
- 過去には県内の公立高校で合格発表がなされた翌日には、合格者の氏名が発表されていたことがあった。現在では個人情報保護の面から、中止している（千葉テレビ放送でも同様）。